# Прытков, Юрий Александрович
Юрий Александрович Прытко́в (17 марта 1920, Бронницы, Московская губерния, РСФСР — 15 января 2011, Москва, Россия) — советский режиссёр мультипликационных фильмов, художник-мультипликатор.

## Биография
Родился 17 марта 1920 года в городе Бронницы (ныне Московская область). Участник Великой Отечественной войны.
С 1948 года работал художником-мультипликатором киностудии «Союзмультфильм» после окончания курсов при киностудии, с 1962 года режиссёр, после окончания курсов режиссёров мультипликации при ВГИКе.
После ухода на пенсию вместе с женой иллюстрировал детские книжки. Член АСИФА.
Ушёл из жизни 15 января 2011 года. Прах захоронен в колумбарии на Новодевичьем кладбище.

## Семья
Жена — Татьяна Сазонова (1926—2011) — художник мультипликационного кино, художник-постановщик почти всех фильмов мужа. Дочь — Ксения Прыткова (р. 1954) — художник мультипликационного кино.

## Фильмография

### Режиссёр
- 1961 — Дорогая копейка (нет в титрах)
- 1962 — Небесная история
- 1963 — Миллионер (в к/а «Большой фитиль»)
- 1964 — Кто виноват?; Светлячок № 5
- 1966 — И у нас (в к/ж «Фитиль» № 43); Желтик
- 1967 — Песенка мышонка
- 1968 — Чуня
- 1969 — В стране невыученных уроков
- 1970 — Дядя Миша
- 1971 — Алло! Вас слышу!
- 1971 — Спортивное бельё из трикотажного полотна (по заказу Росторгрекламы)[4]
- 1972 — Коля, Оля и Архимед
- 1973 — Шапка-невидимка
- 1973 — Лента с липким слоем (по заказу Союзторгрекламы)[5]
- 1974 — Заяц Коська и родничок
- 1975 — Ох и Ах
- 1976 — Сказка про лень
- 1977 — Ох и Ах идут в поход
- 1977 — Пятачок
- 1978—1980 — Наш друг Пишичитай (3 выпуска)
- 1981 — Так сойдёт!
- 1982 — Верное средство
- 1982 — Мой друг зонтик
- 1984 — Про Фому и про Ерёму
- 1986 — Трое на острове
- 1987 — Как ослик грустью заболел

### Художник-постановщик
- 1962 — Небесная история
- 1964 — Светлячок № 5

### Ассистент режиссёра
- 1952 — Снегурочка
- 1953 — Братья Лю
- 1954 — Опасная шалость
- 1955 — Упрямое тесто
- 1957 — Опять двойка
- 1958 — Петя и Красная Шапочка
- 1959 — Три дровосека
- 1960 — Мурзилка на спутнике
- 1961 — Дорогая копейка
- 1962 — Только не сейчас
- 1965 — Горячий камень

### Художник-мультипликатор
- 1949 — Часовые полей
- 1950 — Лиса-строитель; Олень и волк
- 1951 — Друзья товарищи; Лесные путешественники; Таёжная сказка
- 1952 — Сармико

## Награды
- Орден Трудового Красного Знамени[6]
- Орден Отечественной войны II степени (6 апреля 1985 года)
- Медаль «За доблестный труд в Великой Отечественной войне»[6]
- Медаль «За победу над Германией в Великой Отечественной войне 1941—1945 гг.»
- Медаль «В ознаменование 100-летия со дня рождения Владимира Ильича Ленина»
- Медаль «В память 850-летия Москвы»